# Léon Benett
Léon Benett (Orange, 2 marzo 1839 – Tolone, 1917) è stato un pittore e illustratore francese.

## Biografia
Benett fu l'illustratore dei libri di Jules Verne; tra il 1873 e il 1910 illustrò venticinque romanzi della serie Viaggi straordinari. Illustrò anche l'opere di Victor Hugo, Lev Tolstoj, Thomas Mayne Reid, André Laurie, Camille Flammarion e altri.